# ТБ-1
Туполев ТБ-1 (АНТ-4) — советский бомбардировщик-торпедоносец. Первый в мире серийный двухмоторный цельнометаллический бомбардировщик. Немецкий самолёт Junkers G 24 (Юг-1) полетел и производился раньше, но был трёхмоторным и представлялся как пассажирский. ТБ-1, свободнонесущий моноплан с толстым многолонжеронным крылом, гофрированной обшивкой, был разработан за 9 месяцев и построен в 1925 году из кольчугалюминия. На вооружении ВВС РККА состоял до 1936 года. АНТ-4 положил начало семейству многомоторных самолётов, созданных под руководством А. Н. Туполева. Прямое развитие АНТ-4 — многоцелевой АНТ-7 (Р-6) имел ещё больший успех.
После снятия с вооружения ТБ-1 передали в Аэрофлот и Севморпуть, где под маркой Г-1 («грузовой-первый») использовали до списания последнего самолёта в 1947 году. Таким образом самолёты эксплуатировали в течение 20 лет после первого полёта. Восстановленный экземпляр Г-1 с регистрационным номером СССР-Н317 стал экспонатом музея гражданской авиации в Ульяновске.

## Проектирование и постройка
Особое техническое бюро по военным изобретениям (Остехбюро) в Ленинграде создавало авиационные мины и торпеды. Совнарком поручил Остехбюро проработать задание на самолёт, способный нести торпеду или две мины за несколько сотен километров. Рассматривали вариант реализовать проект в Англии, где имелся опыт постройки и использования таких самолётов. Но от него отказались из-за высокой стоимости в полмиллиона рублей валютой и срока в полтора года. Техническое задание регламентировало скорость не ниже 165 км/ч и нагрузку в 2000 кг.
Остехбюро обратилось с предложением модифицировать под эту задачу строившийся по заказу ВВС бомбардировщик 2Б-Л1 авиазавода № 1 «Дукс» по проекту опытного конструктора Л. Д. Колпакова-Мирошниченко. Проект переделки 2Б-Л1 в торпедоносец был выполнен и оплачен, но не использован из-за возражений со стороны руководства ВВС и низкой оценки проекта. Вплоть до 1930 года проектировались тяжёлые соперники АНТ-4. Среди них ТБ-2 малоизвестного на тот момент конструктора Н. Н. Поликарпова. Однако история этого удачного, обладающего прекрасными лётными показателями, но запоздавшего самолёта с такими же моторами, как у АНТ-4, завершилась арестом и приговором конструктора к расстрелу. Приговор заменили на работу в тюремной «шараге».
Тем временем, в октябре 1924 года самолётостроительный отдел ЦАГИ, которым руководил А. Н. Туполев, представил предварительный проект самолёта АНТ-4: двухмоторный цельнометаллический свободнонесущий моноплан с гофрированной обшивкой. Расчётная скорость 190 км/ч и радиус действия 750 км. Самолёт мог бы нести одну мину до 960 кг.

Эскизный проект утвердили в Остехбюро, и по их заказу 11 ноября 1924 года в ЦАГИ начали проектирование и постройку самолёта ТБ-1 (АНТ-4) с моторами Napier Lion (450 л. с.). Площадка под постройку самолёта разместилась на втором этаже дома № 16 на ул. Радио. Работа шла медленно, поскольку не хватало квалифицированных рабочих. Изготовление самолёта завершили 11 августа 1925 года. Чтобы извлечь его из здания, потребовалось демонтировать стену. Окончательную сборку на аэродроме завершили в октябре 1925 года.

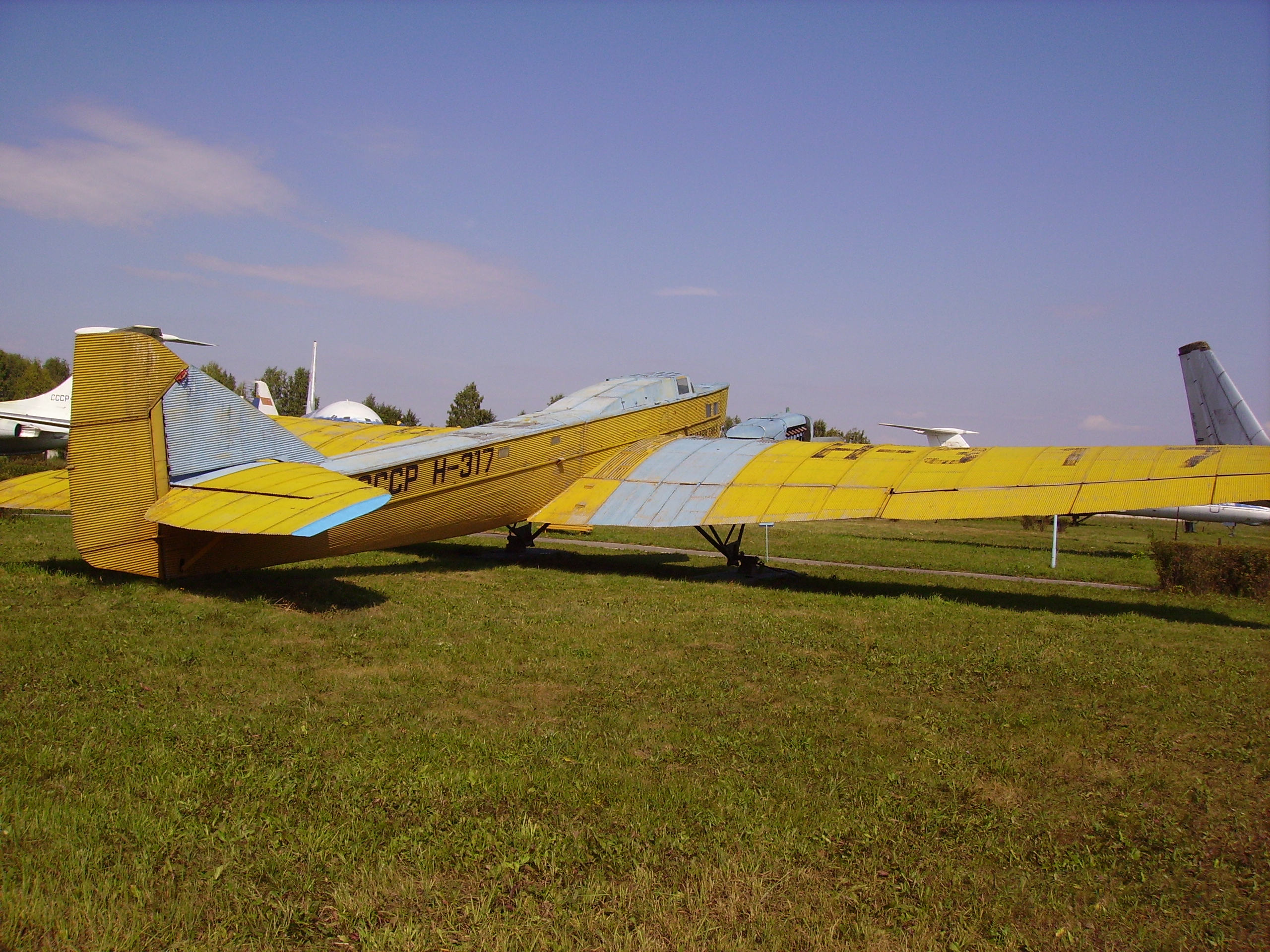
АНТ-4 в Ульяновском авиационном музее

Первый полёт длительностью 7 минут состоялся 26 ноября 1925 года. Его совершил лётчик-испытатель А. И. Томашевский. По результату было решено доработать лётный экземпляр. Второй полёт состоялся 15 февраля 1926 года и длился 35 минут. Для серийного производства предложили заменить моторы — сначала Lorraine-Dietrich 12E (450 л. с.), а в апреле 1927 года НТК УВВС предложил BMW VI (которые потом, с 1930 года, строили по лицензии в СССР под обозначением М-17).
После заводских испытаний АНТ-4 представили на государственные испытания, в ходе которых налёт составил 42 часа. Доводка мотора и управления позволили достичь максимальной скорости 196,5 км/ч. Самолёт показал хорошую устойчивость и на высоте 400-500 м летел без снижения на одном моторе. Сверх программы в 1926 году лётчик Томашевский установил два неофициальных мировых рекорда:
- с полезной нагрузкой 2054 кг полёт длился рекордные 4 ч 15 мин;
- за 12 ч самолёт пролетел рекордные 2000 км с грузом 1000 кг.

10 июля 1926 года первый опытный образец АНТ-4 сдали Остехбюро. Но техзадание на торпедоносец удалось реализовать только с постройкой АНТ-7 в исполнении Р-6Т, который начали выпускать в начале 1930-х годов. К 1933 году сформировали по одной минно-торпедной эскадрилье Р-6Т (на основе ТБ-1) на колёсах или поплавках на Балтике и на Тихом океане и отдельный отряд на Чёрном море. Как недостаток этого торпедоносца в НИИ ВВС отмечались большая скорость сброса торпеды и недостаточная манёвренность в сравнении с одномоторным бипланом Р-5Т Поликарпова. Скорость сброса ограничивалась прочностью созданных торпед — 157 км/ч Р-6Т против 130 км/ч Р-5Т. А также отмечены: большой размер и масса, дороговизна производства и ремонта. Производственный цикл Р-6 с моторами М-17 на заводе № 22 в 1932 году — 5 месяцев, почти столь же долгий, как у большего ТБ-3.

### Подготовка к серийному производству
Дублёр-эталон ТБ-1 (АНТ-4) построен в феврале 1928 года, но из-за задержки с доставкой полуосей шасси шведским заводом Junkers, заводские испытания начались в июне 1928 года.
На самолёте стояли моторы BMW VI (500 л. с.), размеры самолёта немного увеличены. Установлены турели с пулемётами Lewis — передняя, средняя и задняя, кассетный бомбодержатель, бомбосбрасыватель СБР-8, фото- и радиооборудование. Бомбовая нагрузка 730 кг бомб. Государственные испытания прошли с 15 августа 1928 года до 26 марта 1929 года. Самолёт рекомендовали в серию. Заказчиком выступило управление ВВС. Управление самолёта сделали двойным: в увеличенной кабине разместили кресла для двух пилотов; также в экипаж входили: бомбардир навигатор (штурман) — он же радист и фотограф, носовой стрелок, помощник лётчика и кормовой стрелок, который считался командиром экипажа.
Для ночных полетов установили две фары Zeiss и ракетодержатель Michelin, в котором использовали пиротехнические ракеты-факелы.

### Серийное производство
Дублёр ТБ-1 (АНТ-4) бис головной экземпляр с моторами BMW VI (500 л. с.), в дальнейшем их советские версии М-17 (500/730 л. с.). Вооружение состояло из трёх спарок пулемётов Дегтярева (ДА) и 1000 кг бомб. Экипаж 6 человек. Серийное производство осуществлялось с лета 1929-го до начала 1932 года на заводе № 22 в Филях (Москва). Позже 66 экземпляров были переоборудованы на заводе № 31 (Таганрог) в модификацию ТБ-1П (см. ниже) для ВМФ. 
| Производитель | 1929 | 1930 | 1931 | 1932 | Всего |
| ------------- | ---- | ---- | ---- | ---- | ----- |
| № 22 (Фили)   | 2    | 65   | 146  | 2    | 215   |

ВВС заказали несколько сотен ТБ-1, что позволяло перейти к созданию соединений тяжелых бомбардировщиков. Была заказана первая партия из 15 самолётов. Много комплектующих заказывали за границей. Из-за различных усилений и доработок серийный самолёт получился на 200 кг тяжелее дублёра, за счёт чего немного потерял в лётных качествах.
Построено 216 экземпляров разных модификаций. Самолёт состоял на вооружении до 1936 года.

## Модификации

### «Страна Советов»

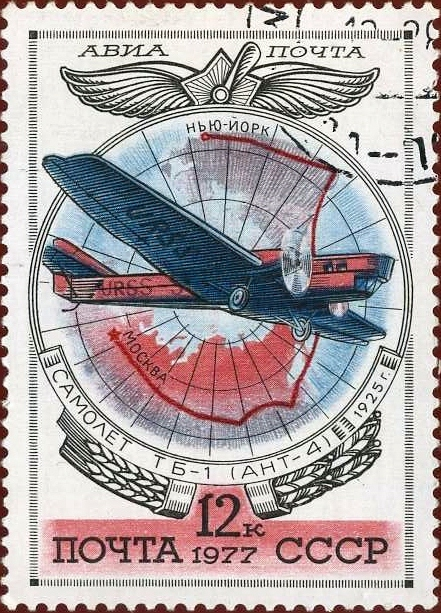
ТБ-1 на советской марке

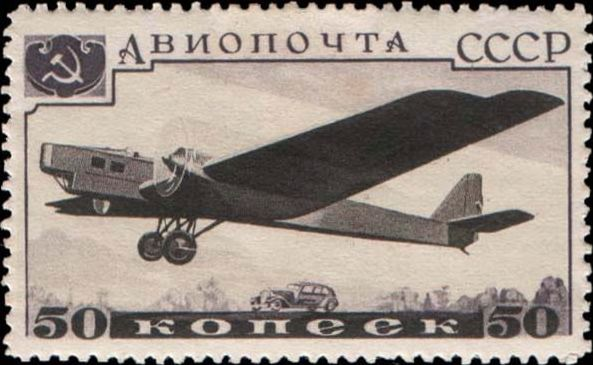
Почтовая марка СССР, 1937 год

Два серийных АНТ-4 без вооружения, с моторами BMW VI, были использованы для рекордного перелёта Москва — Дальний Восток — Тихий океан — Нью-Йорк. Исторический для СССР перелёт начался 8 августа 1929 года. Но первый самолёт получил серьёзные повреждения в результате вынужденной посадки в тайге под Читой. Экипаж не пострадал, и по возвращении в Москву, 23 августа 1929 года вновь вылетел по маршруту Москва — Омск — Хабаровск — Петропавловск-Камчатский — остров Атту — Сиэтл — Сан-Франциско — Нью-Йорк. На участке от Хабаровска до Сиэтла колёсное шасси заменили на поплавковое. Использовали поплавки от Юнкерс ЮГ-1, удлинённые на 40 см из-за большей массы.
Перелёт завершился 1 ноября. Протяжённость составила 21 242 км (из них 7 950 км над водой). Лётчики провели в небе 137 часов. Состав экипажа: командир С. А. Шестаков, второй пилот Ф. Е. Болотов, штурман Б. В. Стерлигов и механик Д. В. Фуфаев.

### ТБ-1П (поплавковый)
Переоборудовался на Авиационном заводе № 31 в Таганроге с 1929 по 1932 год. Построено 66 самолётов. На нескольких самолётах отрабатывалась техника торпедометания.
Разработаны специальные поплавки, тип «Ж», на основе поплавков самолёта ЮГ-1, которые выпускались в серии. С 1932 года выпущено более 100 пар поплавков. Масса поплавкового шасси — 816 кг, длина 10,66 м, ширина и высота 1,15 м, объём 7,25 м³. В 1938 году поплавковое шасси типа «Ж» использовали для опытного торпедоносца ДБ-3ТП.

### Лыжное шасси
Во время испытаний опытной машины использовались лыжи фирмы Junkers. Одновременно были выданы задания по проектированию отечественных лыж. Разработаны особые лыжные шасси из дерева общей массой 230 кг. Выпущено до 200 пар лыж, с которыми он эксплуатировался.

### Г-1
Снятые с вооружения самолёты под обозначением Г-1 передали Аэрофлоту, где использовали как грузопассажирские, а позднее как чисто грузовые (например, перевозили серу с месторождения под Ашхабадом).
Около 40 самолётов передали Главсевморпути, где их эксплуатировали до 1945 года.

### Экспериментальные
В 1933 году на ТБ-1 испытывались пороховые взлётные ускорители инженера ГДЛ В. И. Дудакова. На самолёт устанавливали шесть ускорителей, работающих на бездымном шашечном порохе. Были испытаны два варианта размещения ускорителей; на одном самолёте все ускорители крепили сверху крыла, на другом — по одному сверху и по два снизу. Испытания показали, что ускорители значительно сокращают время и длину разбега, облегчают взлёт самолёта с увеличенной нагрузкой и позволяют использовать грунтовые аэродромы даже в распутицу.
С 1931 по 1933 годы на усиленной версии ТБ-1 испытывали «проект Звено-1» по использованию ТБ-1 в качестве авианосца, несущего на своём крыле два истребителя. На самолёте усилили шасси, на крыло устанавливали кронштейны с замками для крепления истребителей. На аэродроме истребители закатывали на крыло по деревянным пандусам. Взлёт и полёт происходил при работе моторов ТБ-1 и истребителей. Отделение истребителей от авианосца проходило на высоте 1000 метров. Использование «Звена» позволяло увеличить радиус действия истребителей вдвое.
С 1933 по 1935 годы вели опыты по дозаправке в воздухе — с ТБ-1 переливали топливо на другие самолёты. ТБ-1 испытывали и как заправляемый, и как заправщик. В первом случае в качестве заправщика использовали самолёт Р-5, который летел над ТБ-1 и техник через отверстие в фюзеляже выпускал шланг, механик на ТБ-1 ловил конец шланга и подсоединял к топливной системе после чего бензин перекачивался самотеком. При испытании ТБ-1 в качестве заправщика на самолёт устанавливали дополнительные баки: четыре бензиновых, один для масла и один для воды.
С 1932 по 1939 годы Осконбюро разрабатывало телемеханический самолёт (ТМС) на основе АНТ-4.
С 1933 года вели лётные испытания автопилота.
В 1938 году осуществили несколько радиоуправляемых взлётов и посадок с испытателем на борту, и в итоге — один полёт без лётчика на самолёте. Взлёт совершал экипаж, затем включали систему радиоуправления, а экипаж покидал самолёт на парашютах. Бомбардировщиком (самолётом-бомбой) могли управлять с другого самолёта на значительном удалении.

## Конструкция самолёта[15]
АНТ-4 (ТБ-1) двухмоторный свободнонесущий цельнометаллический моноплан. Конструкция самолёта ферменная с гофрированной обшивкой из кольчугалюминия, в особо нагруженных местах применялась сталь. Планер самолёта состоял из отдельных агрегатов, что облегчало производство, ремонт и транспортировку.
- Крыло — состояло из центроплана и консолей. На пятилонжеронном центроплане крепились стальные моторамы под два мотора. Продольный силовой набор ферменные лонжероны, клепанные из труб переменного сечения. Поперечный силовой набор 18 нервюр в центроплане и по 10 в консолях крыла. Между нервюрами по размаху крыла устанавливалось несколько профилей, которые выполняли роль стрингеров. Обшивка крепилась полосами между нервюрами, под обшивкой наискосок устанавливались ленты из дюралюминия, которые увеличивали жесткость.
- Фюзеляж — трапецеидальный, с сужением книзу. Фюзеляж состоял из трех отсеков - носовой, центральный, объединенный с центропланом и хвостовой. Каркас фюзеляжа состоял из 21 шпангоута, верхних и нижних стрингеров. Весь силовой набор был выполнен из профилей различной толщины. Обшивка приклепывалась к полкам профилей. В нижней части каркаса фюзеляжа крепились два трубчатых лонжерона.
- Оперение — свободнонесущее. Стабилизатор регулируемый в полете. Все рулевые поверхности имелм роговую компенсацию. Угол установки стабилизатор изменялся с помощью штурвала. Лонжероны элеронов и рулей трубы, стабилизатора с полками из труб и листовыми стенками.
- Двигатели — BMWVI или М-17, двенадцати цилиндровые V-образные, водяного охлаждения. Двигатели запускались сжатым воздухом или автостартером, при необходимости, вручную, раскручиванием винта. Воздушные винты двухлопастные, диаметром 3,3 метра, изготавливались из дуба и ясеня и имели алюминиевую окантовку.
- Топливо — десять бензиновых баков общим объемом 2010 литров, были объединены в единую систему. Баки подвешивались на крыле. Каждый мотор имел свой масляный бак, расположенный в мотогондоле за пожарной перегородкой.
- Шасси — пирамидального типа с амортизацией. Колеса спицевые. В хвостовой части фюзеляжа расположен костыль с резиновой амортизацией. Зимой колеса заменяли на лыжи. Вместо колесного шасси могло устанавливаться поплавковое. Костыль при этом снимался. Поплавковые самолёты дополнительно комплектовались якорями и швартовочными приспособлениями. На берег самолёт выкатывался на двух колесных тележках, присоединенных к поплавкам.
- Приборное оборудование — компас, указатель скорости, высотомер, часы, тахометры, термометр для определения температуры наружного воздуха, указатели поворота, скорости и скольжения, термометры для воды и масла.
- Радиооборудование — коротковолновая приемо-передающая телеграфно-телефонной станция для связи с аэродромными радиостанциями на больших расстояниях и станция для прима сигналов радиомаяков. Антенна натягивалась между стойками на крыле.
- Электрооборудование — ток вырабатывал генератор с ветрянкой и аккумуляторы. К самолётной сети были подключены радиостанция, пиротехнические факелы, ночное освещение в кабинах и салоне, навигационные и кодовые огни, а также две посадочные фары.
- Вооружение — три спаренные установки с 7,62 пулеметами, стоящие на турелях. Внутренняя подвеска бомб на кассетных держателях, наружная подвеска на шести балках. Общий вес бомбовой нагрузки достигал 1030 кг.
- Экипаж — семь человек. Два лётчика (главный лётчик слева и помощник летчика справа), бомбардир, борттехник и три стрелка (передний стрелок-наблюдатель, средний стрелок и задний стрелок)[16].

## ТТХ
Источник данных: «Самолёт ТБ-1 в рисунках и схемах с описаниями». Отдел издательства Наркомвоенмора, Ленинград 1934 год.

Технические характеристики
- Экипаж: 7 человек
- Длина: 18,012 м
- Размах крыла: 28,7 м
- Высота: 6,09 м (наибольшая высота в линии полета по верхней точке руля поворота)
- Площадь крыла: 120 м²
- Масса пустого: 4519 кг
- Максимальная взлётная масса: 6810 кг
- Масса топлива во внутренних баках: 2010 литров (ёмкость бензобаков)
- Силовая установка: 2 × М-17
- Мощность двигателей: 2 × 680 л.с. (2 × 510 кВт)
- Диаметр винта: 3,3 м

Лётные характеристики
- Максимальная скорость: 207 км/ч
- Практическая дальность: 1000 км
- Практический потолок: 4830 м
- Скороподъёмность: 169,8 м/мин

Вооружение
- Стрелково-пушечное: три х 7,62 мм пулемётов ДА-2
- Боевая нагрузка: макс. до 1000 кг

## Роль в истории

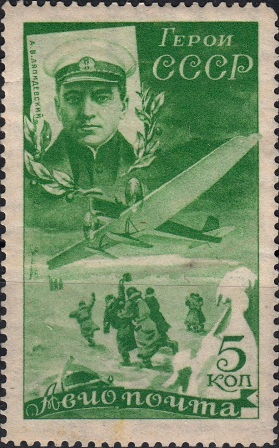
А. В. Ляпидевский на АНТ-4 спасает челюскинцев

Кроме перелёта Москва — Нью-Йорк, ТБ-1 участвовал в спасении экипажа ледокола «Челюскин»: лётчик А. В. Ляпидевский вывез со льдины первую партию челюскинцев. В 1937 году лётчик Ф. Б. Фарих совершил перелёт по маршруту: Москва — Казань — Свердловск — Иркутск — Анадырь — мыс Уэлен — Архангельск — Москва.
Для перелёта из СССР в США был выбран серийный АНТ-4 (Армейское обозначение ТБ-1), названный «Страна Советов». В перелёте было пройдено 21242 км пути за 137 лётных часов. От Хабаровска до Сиэтла (почти 800 км) самолёт летел над океаном.
Было построено два самолёта «Страна Советов» и оба использовались для перелёта СССР-США. Перелёт начался утром 8 августа 1929 года.
ТБ-1 положили начало отечественной военно-транспортной авиации. Обладая большой грузоподъёмностью и дальностью они обслуживали войска во время боевых действий у реки Халхин-Гол и у озера Хасан.
ТБ-1 эксплуатировался как воздушно-десантный. На этих машинах отрабатывалось десантирование боевой техники, горючего, снаряжения.

### Сохранившиеся экземпляры
В 80-х годах XX века на острове Диксон был обнаружен Г-1 с бортовым номером СССР-Н227, потерпевший аварию в 40-х годах (разрушилась стойка шасси). Группа специалистов и курсантов Выборгского авиационно-технического училища отправилась в августе 1985 года на Диксон. К месту аварии их забросили на вертолёте. Они отстыковали кабину с частью фюзеляжа и левый мотор. Следующими рейсами вывезли на Ми-8 оба мотора и остальные части. С Диксона моторы и кабину с частью фюзеляжа доставили на Ил-76 в Выборг, где самолёт был полностью восстановлен. После этого Г-1 с бортовым номером СССР-Н317 стал экспонатом музея гражданской авиации в г. Ульяновске, где хранится и сегодня.
Известно было ещё о нескольких Г-1, пролежавших после аварий на Севере десятки лет.
Копия в масштабе 1:2 поплавкового Г-1 находится рядом с вокзалом в посёлке Таксимо (Муйский район республики Бурятия). Установлена на стеле и имеет бортовой номер «СССР Ж-11».

## Самолёты сравнимой роли, конфигурации и эпохи
- Junkers G 24, трёхмоторный цельнометаллический пассажирский самолёт, который закупался и отчасти производился в СССР как бомбардировщик Юнкерс ЮГ-1. Германия, первый полёт в 1924 году.
- Деревянный бомбардировщик-биплан конструкции Л. Д. Колпакова-Мирошниченко 2Б-Л1 (Б-1). СССР, 1924 год.
- Бомбардировщик конструкции Н. Н. Поликарпова ТБ-2. СССР, 1930 год.
- Опытный двухмоторный цельнометаллический торпедоносец Stout ST. США, 1922 год.
- Опытный двухмоторный цельнометаллический бомбардировщик Schneider Sch-10M. Франция, 1925 год.
- Savoia-Marchetti S.55 двухкорпусная летающая лодка смешанной конструкции. Закупалась для СССР в 1932 году. Италия, 1924 год.